# Paul Nahaolelua
Paul Nahaolelua, né le 11 septembre 1806 et mort le 5 ou 15 septembre 1875, est un grand chef hawaïen qui occupe de nombreux postes politiques dans le royaume d'Hawaï, dont celui de gouverneur de Maui de 1852 à 1874. Au cours de sa longue carrière politique, Nahaolelua sert sous les règnes de cinq monarques : Kamehameha III, Kamehameha IV et Kamehameha V, Lunalilo et Kalākaua.

## Jeunesse et début de carrière
Nahaolelua nait le 11 septembre 1806 à Kawaihae, dans le district de Kohala, sur l'île d'Hawaï. On lui donne le nom de Nahaolelua signifiant « les deux étrangers » en l'honneur de John Young et Isaac Davis, les deux conseillers étrangers du roi Kamehameha Ier lors de sa conquête du royaume d'Hawaï,.
Il commence sa carrière en tant qu'instituteur en hawaïen à l'école royale de Kaupo sur Maui. Il devient plus tard l'une des premières générations d'Hawaïens à recevoir une éducation occidentale au séminaire de Lahainaluna auprès des missionnaires chrétiens arrivés à Hawaï en 1820,.

## Carrière politique
Nahaolelua commence à travailler pour le gouvernement en tant que magistrat de district et juge de circuit à Maui. Il est également maître de poste royal. Pendant le mandat de James Kānehoa Young, Nahaolelua est gouverneur adjoint de Maui. Peu de temps après la mort de Kānehoa en 1851, il succède au poste de gouverneur de Maui, bien que le poste ne soit officiellement confirmé que l'année suivante, le 3 décembre 1852. Il sert comme gouverneur pendant vingt-deux ans jusqu'en 1874,,.
En tant que gouverneur royal, il occupe également un siège à la Chambre des Nobles, la chambre haute du pouvoir législatif, traditionnellement réservée aux hauts chefs. Il siège pendant la plupart des sessions législatives entre 1853 et 1874. Il est membre du Conseil privé du roi. Il est élu président de l'Assemblée législative lors des sessions de 1870, 1872 et des sessions extraordinaires de 1873 et 1874. Sous le règne de Kamehameha V, il est nommé Chevalier Commandeur de l'Ordre Royal de Kamehameha I.

### Question de succession, 1872-1874

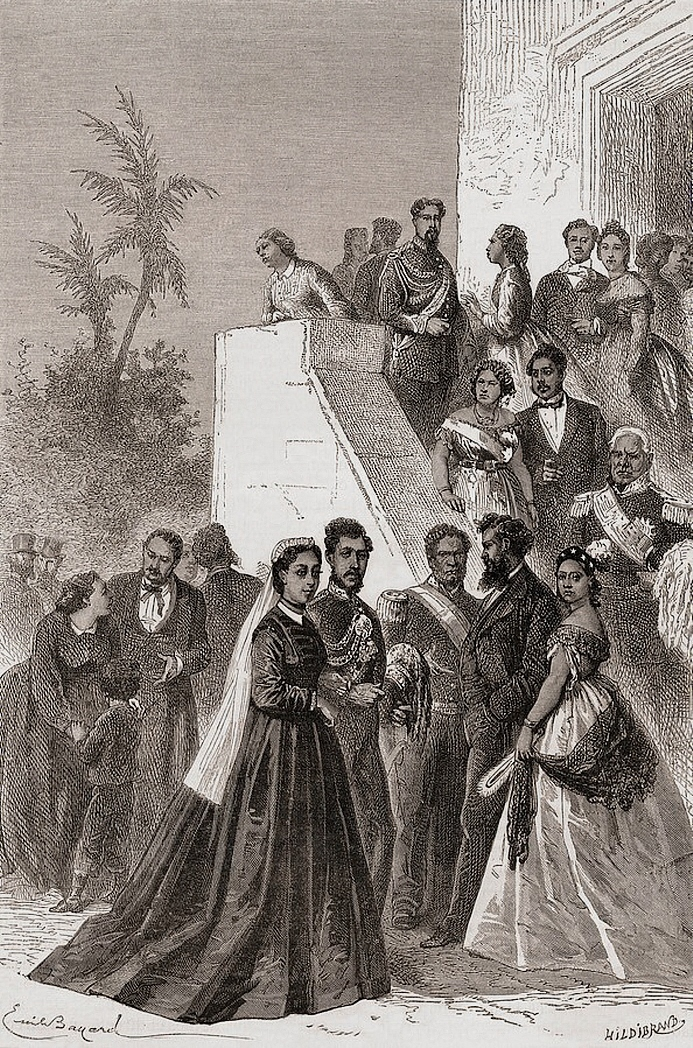
Le gouverneur Nahaolelua (au centre, à droite) avec d'autres membres de la cour royale sous le règne de Kamehameha V.

En 1872, Nahaolelua est présent sur le lit de mort du roi Kamehameha V. Agenouillé au bord du lit, en présence de nombreux membres de la cour royale, il s'est entretenu avec le monarque dans ses dernières tentatives pour nommer un successeur au trône. Kamehameha V, qui le considère comme un ami proche et un associé commercial, demande à Nahaolelua de lui choisir un héritier. Il refuse et répond : « N'importe qui, s'il plaît à Votre Majesté, parmi les chefs actuellement présents ». Le roi tente de nommer sa cousine Bernice Pauahi mais elle refuse l'offre et il meurt le même jour sans nommer de successeur,,,.
Parce que Kamehameha V est mort sans héritier, la constitution demande à l'Assemblée législative, présidée par Nahaolelua en tant que président de l'Assemblée législative, de choisir le prochain monarque. Par le vote populaire et le vote unanime de la législature, Lunalilo devient le premier roi élu d'Hawaï en 1873,,. En privé, Nahaolelua tente de persuader le nouveau roi de nommer un successeur afin que le royaume ne soit pas confronté à une autre crise de succession. Cependant, après un court règne, Lunalilo meurt en 1874 sans héritier pour lui succéder. Lors de l'élection qui suit, David Kalākaua se présente contre la reine Emma, veuve de Kamehameha IV.
Le 12 février 1874, pour la deuxième fois dans l'histoire d'Hawaï, une session extraordinaire de la législature est convoquée pour élire un nouveau monarque, et Nahaolelua est de nouveau choisi comme président de l'Assemblée législative,,. L'assemblée vote à trente-neuf voix contre six en faveur de Kalākaua. L'annonce provoque une émeute au palais de justice alors que les partisans d'Emma attaquent les législateurs autochtones qui ont voté pour Kalākaua. Les troupes américaines et britanniques débarquent et les émeutiers sont arrêtés,,,. Nahaolelua, partisan et ami connu de la reine Emma, avait quitté le palais de justice avant l'émeute pour lui annoncer sa défaite. Elle lui aurait renvoyé le message : « S'ils ne pouvaient pas obtenir ce qu'ils désiraient maintenant, peut-être feraient-ils mieux d'attendre jusqu'au lendemain, lorsqu'une nouvelle élection du souverain pourrait avoir lieu ». Le lendemain, la reine Emma interroge Nahaolelua sur la possibilité de tenir une deuxième élection, ce qu'il refuse,.

## Fin de vie
Après l'accès au trône de Kalākaua, Nahaolelua démissionne du poste de gouverneur de Maui et est nommé au cabinet du nouveau monarque en tant que ministre des Finances le 17 février 1874. Cependant, en raison de problèmes de santé, il démissionne de son poste le 31 octobre 1874 et retourne à sa résidence de Lahaina, sur l'île de Maui,.
Après avoir été malade pendant quelques mois, Nahaolelua meurt le 5 ou le 15 septembre 1875, à sa résidence de Lahaina, à l'âge de soixante-neuf ans. Renonçant aux somptueuses funérailles nationales traditionnellement données à une personne de son rang, ses funérailles ont lieu le même jour que sa mort et il est enterré dans un cercueil en pin ordinaire dans un caveau préparé au cimetière anglican Hale Aloha à Lahaina,.

## Mariage et descendance
Nahaolelua épouse Helekunihi (décédé en 1888) et a eu un fils Obid (parfois orthographié Obed), décédé peu de temps après sa naissance le 20 mars 1858. Un deuxième enfant, également décédé jeune, est mentionné dans la nécrologie de Nahaolelua mais n'est pas nommé,,. Dans le cadre de la tradition hawaïenne du hānai, ils adoptent Edward George Huakini (mieux connu simplement sous le nom de « Kia »), le fils du frère d'Helekunihi, Aki et Kaʻaiohelo. Kia Nahaolelua (1852-1901) est devenu l'unique héritier de la succession du gouverneur Nahaolelua après sa mort. Kia épouse Elizabeth Kahele Manawaola St. John (1852-1909), qui sert comme dame d'honneur de la reine Liliʻuokalani et l'accompagne à Washington, DC lors de son voyage en 1897 pour protester contre l'annexion américaine d'Hawaï. Ils ont neuf enfants dont la plupart des descendants sont encore en vie aujourd'hui.